# Canzano
Canzano är en ort och kommun i provinsen Teramo i regionen Abruzzo i Italien. Kommunen hade 1 867 invånare (2018).